# Jean-Paul Laurens

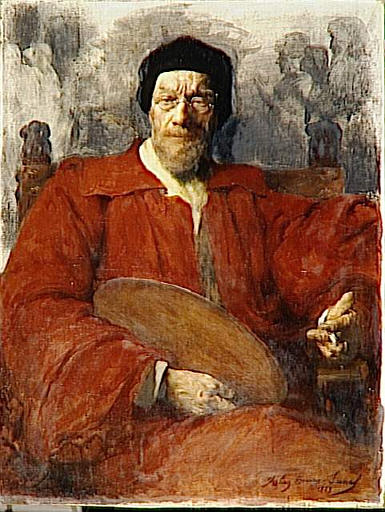
Jean-Paul Laurens av Amélie Beaury-Saurel 1919.

Jean-Paul Laurens, född 28 mars 1838 i Fourquevaux, död 23 mars 1921 i Paris, var en fransk akademisk målare. Laurens utförde i huvudsak historiemålningar och porträtt.

## Biografi
Laurens var i sin ungdom kringresande målare, som dekorerade landskyrkor. Han fick sedan studera i Toulouse och därefter i Paris hos Léon Cogniet. Sedan uppträdde han med historiska och religiösa kompositioner tills han slog in på det område, som en tid framåt karakteriserade hans konstnärskap. Han behandlade historiska motiv, som skildrade död och förgängelse i ett realistiskt framställningssätt och ofta nog med gripande och uppskakande styrka i det psykologiska innehållet. Flera bibliska ämnen faller inom detta skede.
För kapitolium i Toulouse har Laurens utfört stora väggmålningar 1895. Laurens har utfört dekorativa målningar i Hederslegionens palats (kupolen) och i Odéonteatern i Paris (plafonden), kartonger till gobelängvävnad (6 kompositioner till Jeanne d'Arcs historia förekom på Stockholmsutställningen 1897) samt illustrationer till flera böcker.
Hans elevateljé i Paris har haft stort anseende och bland hans lärjungar fanns Richard Bergh.

## Verk (urval)

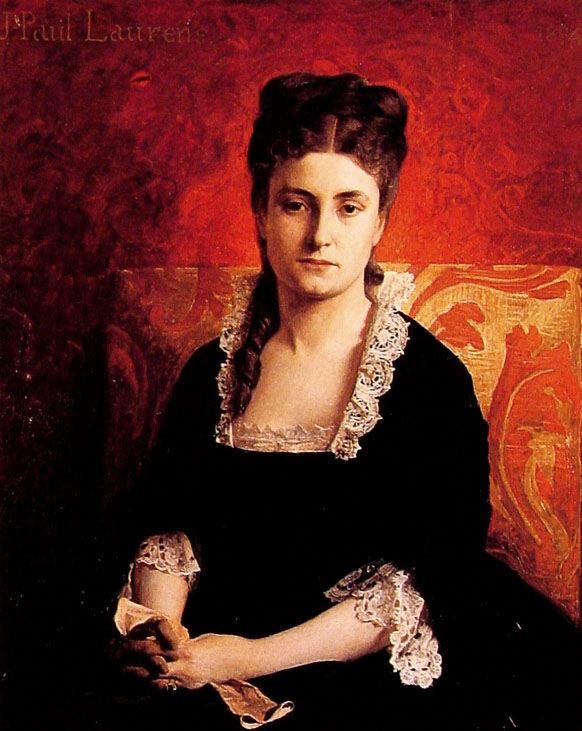
Jean-Paul Laurens - "Porträtt av en kvinna" (1874). Musée du Petit Palais, Paris.

### Historiemålningar
- Catos död (1863)
- Tiberius’ död (1864)
- Hertigens av Enghien avrättning (1872)
- Frans af Borghia inför Isabellas af Portugal lik (1876)
- Österrikiska generalstaben samlad kring general Marceaus lik (1877, som vann hedersmedaljen)
- Befrielsen av de inmurade i Carcassonne (1879, Luxembourg)
- Kejsar Maximilian före sin arkebusering (1882, museet i Moskva),
- Republiken utropas 24 februari 1848 (1902).
- Jeanne d'Arc (triptyk i Hotel de ville i Tours)
- Förhöret (medeltidsskola, salongen 1910)
- Sträckbänken (medeltida tortyrscen, 1911)

### Religiösa ämnen
- Kristus och dödens ängel
- Hesekiels syn
- Robert den frommes bannlysning (1875, Luxembourgmuseet)
- Interdiktet (liken, som inte begravas, utanför den tillbommade kyrkan, 1875)
- Dammen i Belesda (1874)
- Den heliga Genovevas död (tre stora, mycket figurrika väggmålningar i Panteon, 1883)
- Det heliga brödraskapet (1889, Luxembourg)
- Kloster eleven (1904)

### Porträtt
- Självporträtt (1882, Uffizierna i Florens)
- Beethoven (stor allegorisk målning, salongen 1908)